# Vil·la Mayfair
La Vil·la Mayfair és un palauet modernista situat a la Via Augusta, 240, del barri de Sant Gervasi-Galvany de Barcelona. Està catalogat com a bé amb elements d'interès (categoria C).

## Història i descripció
Va ser projectat el 1910 per l'arquitecte Enric Sagnier per l'industrial Josep Bertrand i Salsas com a residència de la seva filla Maria Bertrand i Girona, casada amb Bernard Cinnamond, d'una acomodada família anglesa, d'aquí el nom de la vil·la. Es troba en un solar elevat sobre el carrer del Carril, per on passava el Ferrocarril de Sarrià a Barcelona al descobert, i quan es va cobrir, cap el 1940, convertint-se en la Via Augusta, es va construir l'escalinata per a salvar el desnivell.
D'estil modernista, és un testimoni dels habitatges unifamiliars de caràcter senyorial que es construïren a la zona. Hi van viure cinc generacions de la família Bertrand fins al 2017, que fou comprada per fer-hi l'espai The Creation House, i l'escalinata davantera va ser eliminada per compliment de la normativa urbanística.